# Magners League 2009/10
Die Saison 2009/10 der Magners League, der von irischen, walisischen und schottischen Rugby-Teams gemeinsam ausgetragenen Meisterschaft, begann am 4. September 2009. Die reguläre Saison umfasste 18 Spieltage (je eine Vor- und Rückrunde) und dauerte bis zum 9. Mai 2009. Die besten vier Mannschaften spielten erstmals in zwei Halbfinals um eine Teilnahme am Finale, das am 29. Mai ausgetragen wurde. Titelverteidiger war die irische Provinz Munster, den Meistertitel gewann Ospreys.

## Tabelle
M = Amtierender Meister
|     | Team                  | Spiele | Siege | Unent. | Ndlg. | Spiel- punkte | Diff. | Bonus- punkte | Tabellen- punkte |
| --- | --------------------- | ------ | ----- | ------ | ----- | ------------- | ----- | ------------- | ---------------- |
| 01. | Leinster Rugby        | 18     | 13    | 0      | 5     | 359:295       | + 64  | 3             | 55               |
| 02. | Ospreys               | 18     | 11    | 1      | 6     | 384:298       | + 86  | 6             | 52               |
| 03. | Glasgow Warriors      | 18     | 11    | 2      | 5     | 390:321       | + 69  | 3             | 51               |
| 04. | Munster Rugby (M)     | 18     | 9     | 0      | 9     | 319:282       | + 37  | 9             | 45               |
| 05. | Cardiff Blues         | 18     | 10    | 0      | 8     | 349:315       | + 34  | 4             | 44               |
| 06. | Edinburgh Rugby       | 18     | 8     | 0      | 10    | 385:391       | - 6   | 9             | 41               |
| 07. | Newport Gwent Dragons | 18     | 8     | 1      | 9     | 333:378       | - 45  | 5             | 39               |
| 08. | Ulster Rugby          | 18     | 7     | 1      | 10    | 357:370       | - 13  | 6             | 36               |
| 09. | Scarlets              | 18     | 5     | 0      | 13    | 361:382       | - 21  | 9             | 29               |
| 10. | Irland                | 18     | 5     | 1      | 12    | 254:459       | - 205 | 4             | 26               |

Die Punkte werden wie folgt verteilt:
- 4 Punkte bei einem Sieg
- 2 Punkte bei einem Unentschieden
- 0 Punkte bei einer Niederlage (vor möglichen Bonuspunkten)
- 1 Bonuspunkt für vier oder mehr Versuche, unabhängig vom Endstand
- 1 Bonuspunkt bei einer Niederlage mit sieben oder weniger Punkten Unterschied

## Playoffs

### Halbfinale
| 14. Mai 2010 19:05 | Ospreys                                                                                          | 20 : 5        | Glasgow Warriors             | Liberty Stadium, Swansea Zuschauer: 7.079 Schiedsrichter: George Clancy (Irland) |
| 14. Mai 2010 19:05 | Versuche: Williams 9. erh. Hook 54. erh. Erhöhungen: Biggar (2) Straftritte: Biggar (2) 51., 79. | (7:0) Bericht | Versuche: Thomson 42. n.erh. | Liberty Stadium, Swansea Zuschauer: 7.079 Schiedsrichter: George Clancy (Irland) |

| 15. Mai 2010 20:00 | Leinster Rugby                                                                          | 16 : 6        | Munster Rugby                                         | RDS Arena, Dublin Zuschauer: 19.750 Schiedsrichter: Nigel Owens (Wales) |
| 15. Mai 2010 20:00 | Versuche: Kearney 44. erh. Erhöhungen: Sexton (1) Straftritte: Sexton (3) 18., 50., 58. | (3:3) Bericht | Straftritte: O’Gara (1) 29. Dropgoals: O’Gara (1) 41. | RDS Arena, Dublin Zuschauer: 19.750 Schiedsrichter: Nigel Owens (Wales) |

### Finale
| 29. Mai 2010 18:30 | Leinster Rugby                             | 12 : 17        | Ospreys                                                                                   | RDS Arena, Dublin Zuschauer: 19.750 Schiedsrichter: Nigel Owens (Wales) |
| 29. Mai 2010 18:30 | Straftritte: Sexton (4) 23., 45., 62., 71. | (3:14) Bericht | Versuche: Bowe 20. erh. Byrne 35. erh. Erhöhungen: Biggar (2) Straftritte: Biggar (1) 48. | RDS Arena, Dublin Zuschauer: 19.750 Schiedsrichter: Nigel Owens (Wales) |

| 15                 | Rob Kearney      |         |
| 14                 | Shane Horgan     |         |
| 13                 | Brian O’Driscoll |         |
| 12                 | Gordon D’Arcy    |         |
| 11                 | Isa Nacewa       |         |
| 10                 | Jonathan Sexton  |         |
| 09                 | Eoin Reddan      |         |
| 08                 | Stan Wright      |         |
| 07                 | John Fogarty     |         |
| 06                 | CJ van der Linde | 48.     |
| 05                 | Nathan Hines     |         |
| 04                 | Malcolm O’Kelly  |         |
| 03                 | Kevin McLaughlin | 30.     |
| 02                 | Shane Jennings   | 67.     |
| 01                 | Jamie Heaslip    |         |
| Auswechselspieler: |                  |         |
| 16                 | Richardt Strauss | 67.     |
| 17                 | Cian Healy       | 48.     |
| 18                 | Trevor Hogan     | 42.     |
| 19                 | Stephen Keogh    | 30. 42. |
| 20                 | Paul O’Donohoe   |         |
| 21                 | Fergus McFadden  |         |
| 22                 | Girvan Dempsey   |         |

| 15                 | Lee Byrne       |     |
| 14                 | Tommy Bowe      |     |
| 13                 | Andrew Bishop   |     |
| 12                 | James Hook      |     |
| 11                 | Shane Williams  | 71. |
| 10                 | Dan Biggar      |     |
| 09                 | Mike Phillips   |     |
| 08                 | Ryan Jones      | 67. |
| 07                 | Marty Holah     |     |
| 06                 | Jerry Collins   |     |
| 05                 | Jonathan Thomas | 62. |
| 04                 | Alun Wyn Jones  |     |
| 03                 | Adam Rhys Jones |     |
| 02                 | Huw Bennett     |     |
| 01                 | Paul James      | 71. |
| Auswechselspieler: |                 |     |
| 16                 | Ed Shervington  | 71. |
| 17                 | Ryan Bevington  |     |
| 18                 | Ian Gough       | 62. |
| 19                 | Filo Tiatia     | 67. |
| 20                 | Jamie Nutbrown  |     |
| 21                 | Gareth Owen     |     |
| 22                 | Nikki Walker    | 71. |

## Statistik

### Meiste erzielte Versuche
|    | Name       | Versuche | Verein          |
| -- | ---------- | -------- | --------------- |
| 1. | Tim Visser | 10       | Edinburgh Rugby |
| 2. | Fionn Carr | 7        | Connacht Rugby  |
| 2. | Tommy Bowe | 7        | Connacht Rugby  |

### Meiste erzielte Punkte
|    | Name        | Punkte | Spiele           |
| -- | ----------- | ------ | ---------------- |
| 1. | Dan Parks   | 164    | Glasgow Warriors |
| 2. | Dan Biggar  | 135    | Ospreys          |
| 3. | Ben Blair   | 121    | Cardiff Blues    |
| 3. | Ian Keatley | 121    | Connacht Rugby   |